# Batalla del Bruc
|  | Per a altres significats, vegeu «Segona batalla del Bruc». |

La primera batalla del Bruc fou l'enfrontament entre tropes espanyoles i franceses que va tenir lloc al Bruc el 6 de juny de 1808, durant la Guerra del Francès.

## Antecedents
El 28 de maig de 1808 esclata una insurrecció a Lleida i el capità general de Catalunya José de Ezpeleta hi envia per restaurar l'ordre al regiment d'infanteria de línia espanyol Extremadura, i també envia a Antonio García Conde amb el 2n batalló de Reales Guardias Españolas i un esquadró del regiment de cavalleria de línia Borbon a Vilafranca del Penedès. L'endemà surten de Barcelona les dues companyies suïsses de Wimpffen i es dirigeixen cap a Tarragona per unir-se al seu regiment.
El regiment Extremadura no arriba a Lleida, perquè a Tàrrega s'uneix a la insurrecció militar. El dijous 2 de juny de 1808, dia de mercat, a Manresa, on les autoritats de la ciutat donen suport als revoltats, amb el governador Francisco Codony al capdavant. L'espurna que fa saltar la revolta a Manresa és el retorn dels papers oficials que l'Ajuntament havia hagut d'enviar a Barcelona per tal que fossin segellats per part de l'autoritat francesa.
Davant les revoltes, el general Duhesme, cap del Cos d'Observació dels Pirineus Orientals veu perillar les línies de comunicació amb França doncs Roses, Girona i Hostalric estan ocupades per forces espanyoles, que podien passar d'aliats a enemics, rep ordres de reforçar Saragossa i València i decideix enviar dues columnes de les seves tropes, que no eren veterans de la Grande Armée, la primera a les ordres del general François Xavier de Schwarz en direcció a Saragossa amb ordres de passar per Igualada, Manresa, Cervera i Lleida, i una segona columna comandada per Joseph Chabran en direcció a València passant per Tarragona, Tortosa i Nules. La guarnició espanyola de Barcelona quedà només formada pel 2n batalló de Reales Guardias Valon, que fou desarmat l'11 de novembre de 1808 i els seus membres considerats presoners de guerra.
Amb la notícia de la columna que avançava es va tocar sometent i la milícia, armada de manera precària però amb bales de ferro que podien travessar les cuirasses, es va aplegar a Can Maçana, on es preveia preparar una emboscada i la cavalleria no podria carregar i l'artilleria ho tindria difícil per ser efectiva, dirigida de manera decisiva pels militars professionals de les guarnicions que s'havien unit a la revolta.

## Ordre de batalla

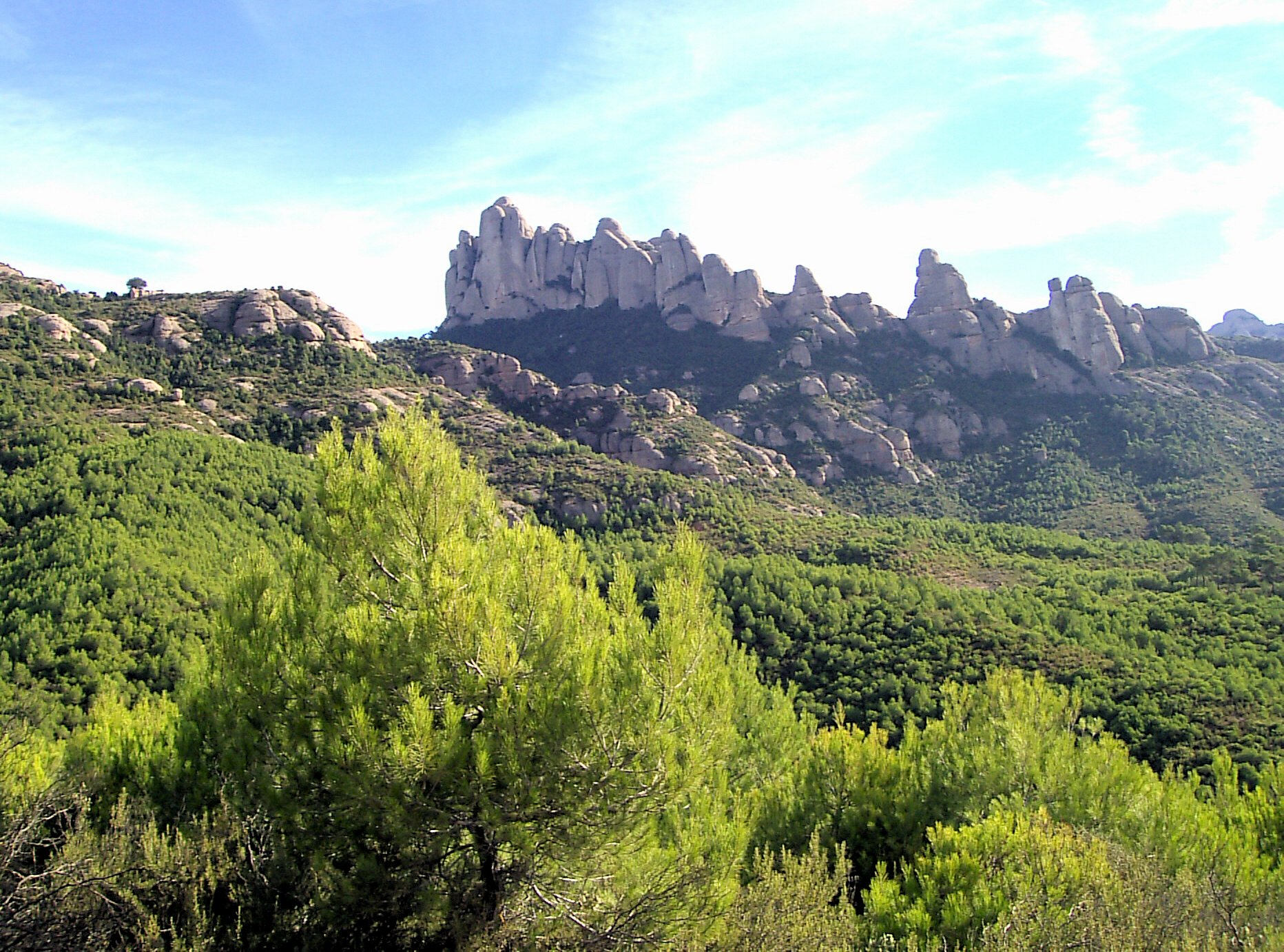
Les muntanyes de Montserrat des del Bruc

La columna francesa, a les ordres del general François Xavier de Schwarz es componia per dos batallons suïssos de la divisió Chabran, dos batallons napolitans, dos esquadrons del 1r regiment de Caçadors a cavall napolità, i una secció de l'11a companyia d'artilleria italiana amb 2 canons. Els efectius de la columna francesa sumaven 3.800 homes.
Les forces que s'enfrontaren als francesos estaven encapçalades pels 24 homes del destacament del regiment d'infanteria suïssa número 1 de Wimpffen comandats per Francisco Krutter, que des del 1734 estaven al servei de la corona espanyola, i el segon batalló del regiment de guàrdia valona, desertors de la guarnició de Barcelona i comandats per Justo de Bérriz i el capità Carlos Vicente. Els voluntaris i sometents catalans, comandats per Francesc Riera i Balaguer que s'incorporaren eren de Manresa i el seu corregiment i Igualada i els seus pobles veïns, armats amb destrals i escopetes. En total arribaven a un total de 2.000 homes aproximadament, i disposaven d'onze canons de fusta amb cèrcols de ferro.

## Desenvolupament tàctic
El 4 de juny de 1808 la columna francesa comandada pel general Schwartz sortí de Barcelona. El mateix dia 4 un gran xàfec va sorprendre a la columna francesa que es va aixoplugar a Martorell per continuar la seva marxa la matinada del 6 de juny, aturant-se unes hores a Collbató per un nou temporal. Aquesta situació va permetre organitzar una emboscada a el Bruc.

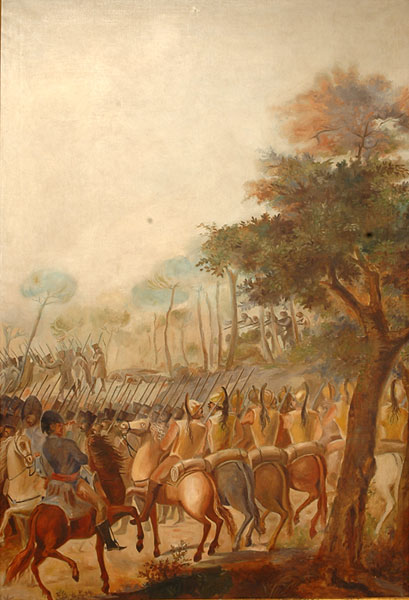
Atac dels guerrillers catalans als cuirassers francesos de l'avantguarda de la divisió del general Schwarz, de Francesc Cuixart

La columna francesa avançava únicament protegida per una petita avantguarda de cuirassers, que en arribar al primer revolt del camí real, en el seu descens a Igualada, sobre la vora d'un profund barranc que cau al sud, on se separa el camí que condueix a Barcelona va rebre foc intens procedent de la pineda proper a Can Maçana, ferint alguns cuirassers mentre la resta corria cap al gruix de la columna.
Passat l'efecte sorpresa, Schwartz va formar una columna d'infanteria que va passar a l'atac precedida i flanquejada per un núvol de tiradors, va dirigir contra els defensors emboscats a la pineda i els voltants, que haver d'abandonar Can Maçana davant la superioritat de les forces i armament francès, retirant-se, els uns, cap a Manresa i altres, cap a Igualada. Can Maçana fou immediatament ocupada pels francesos, però en arribar al coll, el general Schwartz va veure el terreny que tenia al davant, turons coberts de bosc baix vorejant el camí, i creient que els atacants eren l'avantguarda d'una unitat regular va decidir donar un descans als seus homes i repartir el ranxo abans de continuar la marxa de quatre llegües que els separaven de Manresa.
Els fugitius que anaven cap a Manresa es van trobar amb un grup de 100 homes de Santpedor i un altre 60 de Sallent, que anaven a la crida. Els que es retiraven cap a Igualada es van trobar amb els grups comandats per Antoni Franch i Estalella, cap del sometent igualadí. Reanimats per tants reforços, tornen sobre les seves passes i ataquen l'avantguarda de Schwartz, que descansava a Can Maçana, i, sorpresos es retiren en desordre sobre el gruix de la columna francesa, que prenia el ranxo al costat de les cases del Bruc.
Schwartz, pensant que l'enemic atacaria per tot arreu, va manar formar en quadre, i alarmat pel so de les campanes de tots els pobles pròxims, tem un aixecament general i l'atac del regiment Extremadura que sabia que havia desertat. Al cap d'unes hores de combat, decideix retirar-se a Barcelona, deixant de banda la missió encomanada, sent hostilitzat en tot moment pels rebels fins que al vespre, en intentar travessar Esparreguera, on la carretera entra al poble al llarg d'un quilòmetre, l'avantguarda es troba el pas tallat per barricades i la resistència comandada per Pedro Morrall i Badia. Schwartz decideix esquivar la vila dividint la columna en dos, fent passar la meitat per cada costat del poble. En passar pel pont de la riera d'Abrera, una mina col·locada pels civils revoltats encapçalats pel vicari d'Olesa, Joan Boada, elimina un canó, i el desordre s'apodera de la columna francesa que a la matinada del 7 de juny arriba en grups dispersos en un estat llastimós a Barcelona, amb un resultat de 300 efectius morts i el canó perdut.

## Conseqüències
Després del primer enfrontament les autoritats militars franco-espanyoles, José de Ezpeleta i el general Duhesme s'adonen que l'extensió i intensitat de la rebel·lió els supera. El 4 de juny, quan la columna de Schwarz surt de Barcelona, la ciutat de Vic es revolta, i l'endemà ho fa Cardona. Dins de l'exèrcit espanyol es produeixen desercions en massa i el regiment Extremadura, enviat per Ezpeleta a Lleida per restaurar l'ordre, s'uneix a la rebel·lió a Tàrrega.
Duhesme ordenà al general Joseph Chabran que suspengués la seva marxa cap a Tortosa i València i tornés a Barcelona. Convençuts que el focus de la rebel·lió era a Manresa, Ezpeleta i Duhesme decideixen enviar tota la divisió Chabran en una expedició de càstig sobre aquesta ciutat, que es torna a enfrontar als rebels el 14 de juny de 1808 amb una nova derrota imperial.

## Llegendes

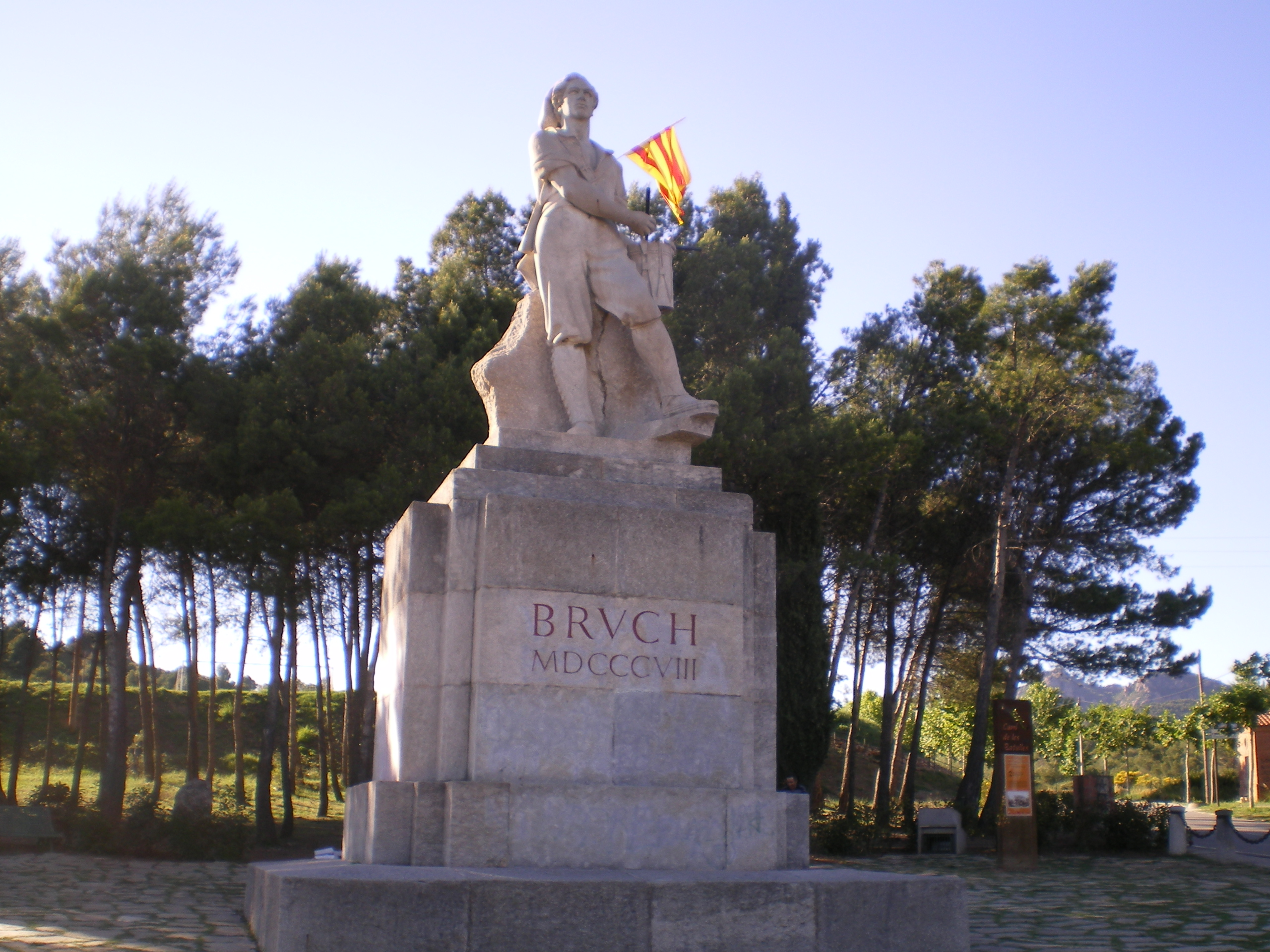
Monument al Timbaler del Bruc

Posteriorment a les batalles militars estrictes, els fets van adquirir caràcters de llegenda. La victòria per exemple a Manresa va ser atribuïda als Sants Patrons i a Igualada i al seu Sant Crist.
Però la llegenda més àmpliament coneguda és la del timbaler del Bruc, on un minyó de Santpedor, per a alguns autors Isidre Lluçà i Casanoves, nascut el 15 de març de 1791 i mort pel 7 d'abril de 1809, va dirigir la batalla amb un tambor com els que s'utilitzaven en les confraries. Gràcies al so del tambor, amb el seu eco reverberant contra les parets de la muntanya de Montserrat, els francesos es van retirar pensant-se que un gran exèrcit els estava esperant per derrotar-los. La incorporació del tambor i del seu so, sembla una aproximació al so de les campanes que cridaven des dels campanars de diverses poblacions a sometent.
| « | Viatger, atura't aquí, que el francès també s'aturà, aquells que per totes bandes havien passar, no pogueren passar per aquí | » |